# (100267) JAXA
(100267) JAXA es un asteroide perteneciente al cinturón de asteroides, descubierto el 14 de octubre de 1994 por Isao Satō y sus compañeros también astrónomos Masanao Abe y Hiroshi Araki desde el Observatorio Kiso, Monte Ontake, Japón.

## Designación y nombre
Designado provisionalmente como 1994 TK15. Fue nombrado JAXA en homenaje a la Agencia Japonesa de Exploración Aeroespacial (acrónimo JAXA), en su quinto aniversario desde su fundación en el año 2008, donde trabaja Hiroshi Araki.

## Características orbitales
JAXA está situado a una distancia media del Sol de 2,551 ua, pudiendo alejarse hasta 2,996 ua y acercarse hasta 2,105 ua. Su excentricidad es 0,174 y la inclinación orbital 3,563 grados. Emplea 1488 días en completar una órbita alrededor del Sol.

## Características físicas
La magnitud absoluta de JAXA es 15,4. Tiene 2,216 km de diámetro y su albedo se estima en 0,273.